# Sardis City
Sardis City és una població del Comtat d'Etowah a l'estat d'Alabama. Segons el cens del 2000 tenia 1.438 habitants.

## Demografia
Segons el cens del 2000, Sardis City tenia 1.438 habitants, 572 habitatges, i 458 famílies La densitat de població era de 75,3 habitants/km².
Dels 572 habitatges en un 32,2% hi vivien nens de menys de 18 anys, en un 68,7% hi vivien parelles casades, en un 8,4% dones solteres, i en un 19,9% no eren unitats familiars. En el 18,5% dels habitatges hi vivien persones soles el 9,6% de les quals corresponia a persones de 65 anys o més que vivien soles. El nombre mitjà de persones vivint en cada habitatge era de 2,51 i el nombre mitjà de persones que vivien en cada família era de 2,82.
Per edats la població es repartia de la següent manera: un 22,2% tenia menys de 18 anys, un 9,3% entre 18 i 24, un 28,4% entre 25 i 44, un 26,1% de 45 a 60 i un 14% 65 anys o més.
L'edat mediana era de 38 anys. Per cada 100 dones hi havia 100 homes. Per cada 100 dones de 18 o més anys hi havia 94,6 homes.
La renda mediana per habitatge era de 36.000$ i la renda mediana per família de 44.063 $. Els homes tenien una renda mediana de 31.875 $ mentre que les dones 21.711 $. La renda per capita de la població era de 18.411 $. Aproximadament el 7,4% de les famílies i el 10% de la població estaven per davall del llindar de pobresa.

## Poblacions properes
El següent diagrama mostra les poblacions més properes.